# Nathan Abebe
Nathan Abebe Yitayew (* 5. Februar 1997) ist ein äthiopischer Leichtathlet, der sich auf den Sprint spezialisiert hat. 

## Sportliche Laufbahn
Erste internationale Erfahrungen sammelte Nathan Abebe im Jahr 2018, als er bei den Afrikameisterschaften in Asaba im 100-Meter-Lauf mit 11,06 s in der ersten Runde ausschied und auch über 200 Meter kam er mit 22,65 s nicht über den Vorlauf hinaus. Zudem verpasste er auch mit der äthiopischen 4-mal-100-Meter-Staffel mit 43,29 s den Finaleinzug. Im Jahr darauf nahm er an den Afrikaspielen in Rabat teil und schied dort mit 10,74 s und 22,15 s jeweils in der Vorrunde über 100 und 200 Meter aus und verpasste mit der Staffel mit 42,09 s den Finaleinzug. 2024 schied er bei den Afrikaspielen in Accra mit 10,91 s erneut im Vorlauf über 100 Meter aus und verpasste mit der Staffel mit 41,77 s den Finaleinzug.
In den Jahren 2018, 2019 und 2021 wurde Abebe äthiopischer Meister im 200-Meter-Lauf sowie 2019 und 2021 auch über 100 Meter.

## Persönliche Bestzeiten
- 100 Meter: 10,2 s, 18. April 2018 in Addis Abeba
- 200 Meter: 21,1 s, 11. Mai 2019 in Addis Abeba